# Лютива млечница
Лютивата млечница, наричана също бяла млечница, пиперенка, козарка или лютивка (Lactifluus piperatus), е вид ядлива базидиева гъба от семейство Russulaceae.

## Описание
Шапката достига до 15 cm в диаметър. В ранна възраст е дъговидно извита, а в напреднала възраст става разперена до фуниевидна. Ръбът в началото е подвит и заскрежен, а впоследствие изправен и гол. На цвят е бяла до бледожълтеникава. Пънчето достига дължина 10 cm и е цилиндрично, гладко, твърдо и плътно. На цвят е бяло, към основата жълтеникаво. Месото е твърдо, здраво, бяло и с приятен мирис. При нараняване на големи капки изтича млечен сок, който е силно лютив. Вкусът е остър, подобен на силно лютив пипер, откъдето носи и името си. Гъбата е условно ядлива след изсушаване или продължително изваряване. Когато се свари, тя изгубва лютивия си вкус, но на негово място се появява горчив вкус и месото става сиво-зелено. Някои миколози я считат за неядлива. Установено е, че сокът на гъбата има полезни свойства като противовирусен препарат за лечение на вирусни брадавици.

## Местообитание и разпространение
Среща се често през юни – септември в различни типове широколистни гори, дори и през периоди на засушаване, а при благоприятни условия расте в изобилие.
Разпространена е в Европа, Черноморският регион и североизточните части на Турция. Расте и в Северна Америка, източно от Минесота. Въведена е инцидентно в Австралазия.